# Sérgio Knust
Sérgio Knust (Nova Friburgo, 19 de dezembro de 1965  – Nova Friburgo , 8 de dezembro de 2018) foi um multi-instrumentista, compositor e arranjador brasileiro.
Tornou-se conhecido por ter tocado em bandas como Novo Som e Yahoo, além de artistas do segmento religioso e não-religioso, como Davi Sacer, Wanessa Camargo, Aline Barros, Fagner, Cassiane, Dudu Falcão, Tânia Mara, Marina de Oliveira, Gal Costa, Simone, Fafá de Belém, LS Jack e Eliana.

## Biografia
Morador na cidade do Rio de Janeiro desde 1984, estudou na Escola de Belas Artes da UFRJ e era bacharel em violão pelo Conservatório Brasileiro de Música.
Na década de 1990, Sérgio passou a trabalhar com Val Martins, ex-integrante do Yahoo, banda da qual ele também foi integrante. Mais tarde, o instrumentista conheceu Lenilton, do Novo Som e logo passou a se apresentar com a banda como instrumentista contratado.[carece de fontes?] Depois disso, gravou com vários artistas do segmento religioso.
Na década de 2000, Sérgio também foi autor de músicas de notoriedade na cena brasileira, como "Não Resisto a Nós Dois" (Wanessa Camargo), "Toque de Mágica" (Pedro & Thiago) e "Um Degrau na Escada" (Chico Rey & Paraná). Também participou da trilha-sonora de várias telenovelas da Rede Globo.
Foi considerado desaparecido pela família desde 8 de dezembro de 2018, até que, dois dias depois, seu veículo foi encontrado em uma ribanceira próxima à rodovia RJ-130, vítima de um infarto fulminante,que culminou num acidente automobilístico.[carece de fontes?]

## Vida pessoal
Knust foi casado com Lana Rodes.

## Discografia
- 1990: Yahoo 3 Yahoo (banda)
- 1992: Para raio Yahoo (banda)
- 1994: Caminhos de Sol - Yahoo (banda)
- 1996: O Encontro - Val Martins
- 1997: Meu Universo - Novo Som
- 1999: Não É o Fim - Novo Som
- 1999: Coração Adorador - Marina de Oliveira
- 1999: O Que Diz Meu Coração - Fernanda Brum
- 2000: Aviva - Marina de Oliveira
- 2000: Xuxa só para Baixinhos 1 - Xuxa
- 2000: Por Toda Vida - Voices
- 2001: Uma Nova Unção - Léa Mendonça
- 2001: Recompensa - Cassiane
- 2001: Um Novo Coração - Jozyanne
- 2001: Feliz de Vez - Fernanda Brum
- 2002: Wanessa Camargo - Wanessa Camargo
- 2002: Quebrantado Coração - Fernanda Brum
- 2002: Um Novo Cântico - Marina de Oliveira
- 2002: Xuxa só para Baixinhos 3 - Country - Xuxa
- 2003: A Cura - Cassiane
- 2003: Eternamente - Cristina Mel
- 2003: Louvor Profético - Léa Mendonça
- 2004: Diga Sim - Eliana
- 2004: Som de Adoradores - Aline Barros
- 2004: Liah - Liah
- 2005: Terremoto - Eyshila
- 2005: Aline Barros & Cia - Aline Barros
- 2005: W - Wanessa Camargo
- 2007: Caminho de Milagres - Aline Barros
- 2007: Até Tocar o Céu - Eyshila
- 2007: De Corpo e Alma Outra Vez - Marina Elali
- 2007: Total - Wanessa Camargo
- 2008: Permíteme - Marina de Oliveira
- 2008: 20 Anos - Yahoo
- 2008: Eu Não Vou Parar - Marina de Oliveira
- 2009: Advogado Fiel - Bruna Karla
- 2009: Nada Pode Calar Um Adorador - Eyshila
- 2009: Falando de Amor - Ao Vivo - Tânia Mara
- 2010: Fogo e Unção - Flordelis
- 2010: Assim Sou Eu - Vanilda Bordieri
- 2010: Na Extremidade - Marina de Oliveira
- 2011: DNA - Wanessa Camargo
- 2011: Canções Eternas Canções Vol. 3 - Alex Gonzaga
- 2011: Milagres da Adoração - Léa Mendonça
- 2011: Eternamente Adorador - Lauriete
- 2012: Questiona ou Adora - Flordelis
- 2012: Às Margens do Teu Rio - Davi Sacer
- 2012: Vou Tocar o Céu - Mara Lima
- 2012: Profeta da Esperança - Kleber Lucas
- 2012: Aceito o Teu Chamado - Bruna Karla
- 2012: Levanta Tua Voz - Wilian Nascimento
- 2013: Batalha Contra o Mal - Michelle Nascimento
- 2013: O Sonho não Acabou - Gisele Nascimento
- 2013: Profetizando Vida - Léa Mendonça
- 2014: Só Vejo Você - Tânia Mara
- 2014: Como Águia - Bruna Karla
- 2014: A Volta por Cima - Flordelis
- 2014: O Filho de Deus - Kleber Lucas
- 2014: Tim-Tim Por Tim-Tim - Aline Barros
- 2015: Não Vou Desistir - Wilian Nascimento
- 2015: Janelas da Alma - Gisele Nascimento
- 2015: Moderno à Moda Antiga - Marcela Taís
- 2015: Autoridade e Unção - Léa Mendonça
- 2016: Pela Fé - Kleber Lucas[9]
- 2016: Os Bartira - Os Bartira
- 2018: Deus É Comigo  - Lilian Lopes